# HD 78599
HD 78599，又名CD-50 3849，SAO 236618、HR 3631，是一颗恒星，视星等为6.73，位于銀經271.59，銀緯-2.52，其B1900.0坐标为赤經9h 4m 1.2s，赤緯-50° -2.52′ 31″。